# Грабівка (Любецька селищна громада)
Гра́бівка —  село в Україні, у Любецькій селищній громаді Чернігівського району Чернігівської області. Населення становить 26 осіб. До 2020 орган місцевого самоврядування — Неданчицька сільська рада.

## Історія
12 червня 2020 року, відповідно до розпорядження Кабінету Міністрів України № 730-р «Про визначення адміністративних центрів та затвердження територій територіальних громад Чернігівської області», увійшло до складу Любецької селищної громади.
19 липня 2020 року, в результаті адміністративно - територіальної реформи та ліквідації Ріпкинського району, село увійшло до складу Чернігівського району Чернігівської області.

## Транспорт
Від Славутича на північ до села проходить асфальтована дорога протяжністю 4 км. Від села на захід розташована Рудня, на схід — Мекшунівка. У самому селі дороги грунтові.

## Галерея

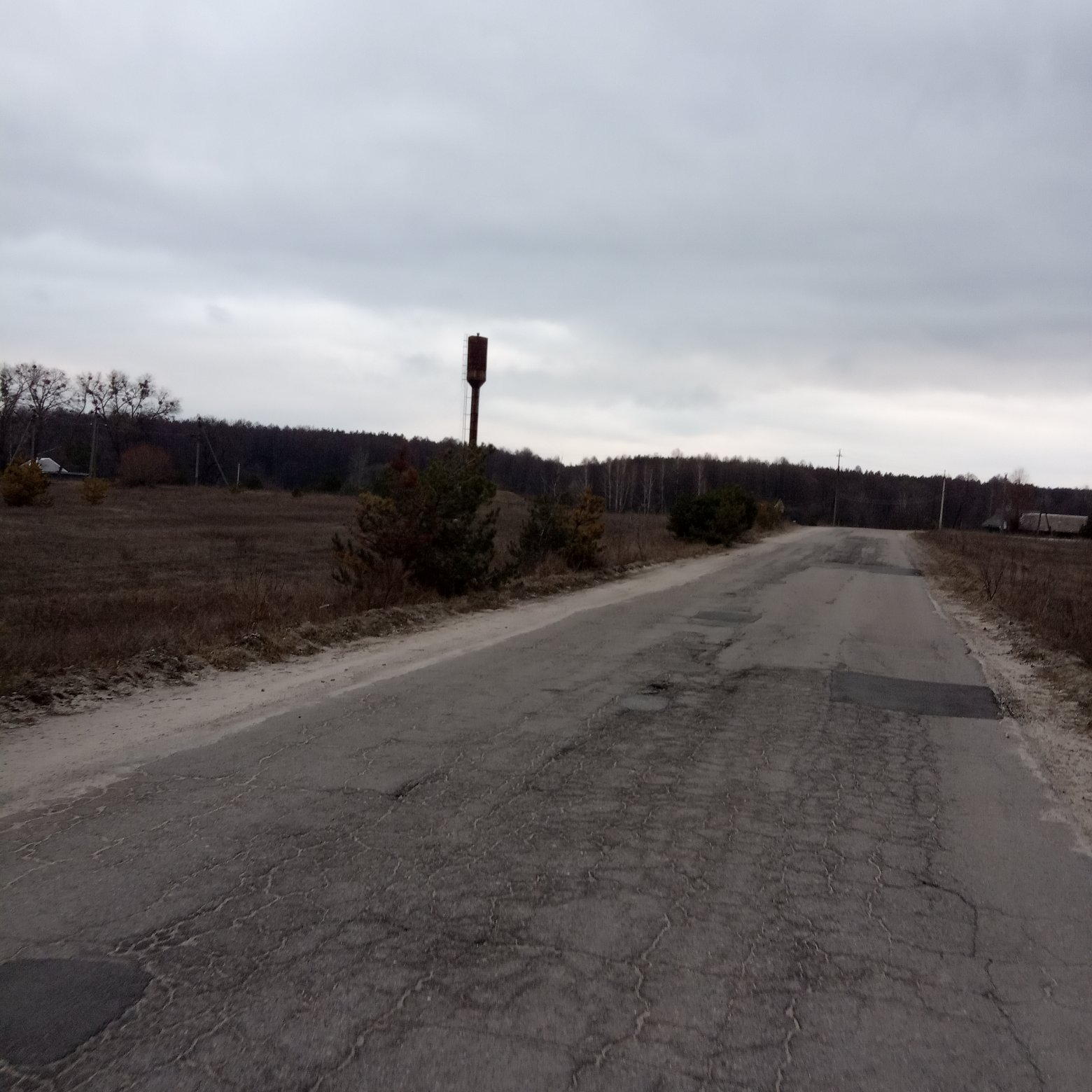
В'їзд до села зі сторони Славутича
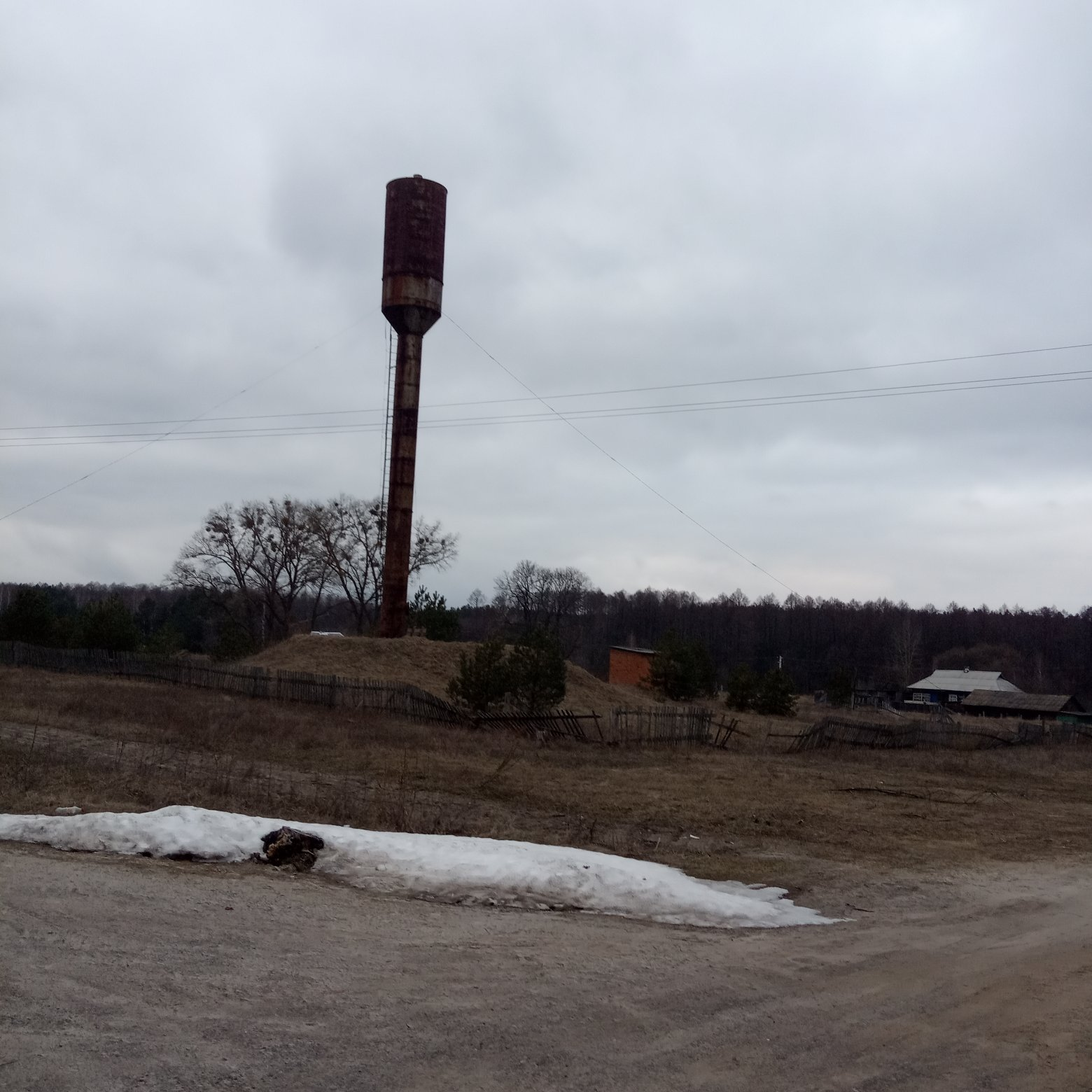
Водонапірна башта
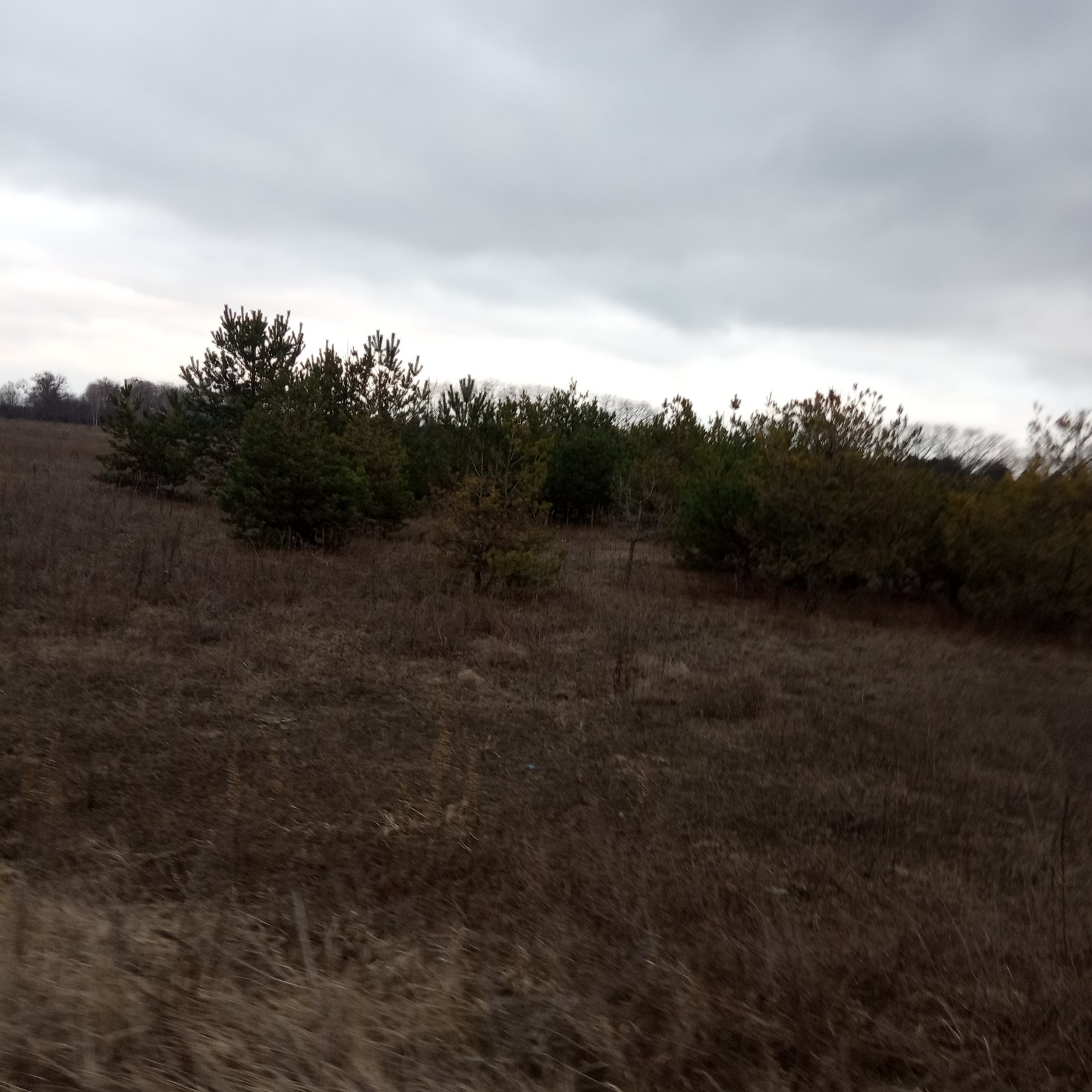
Молоді сосни біля села
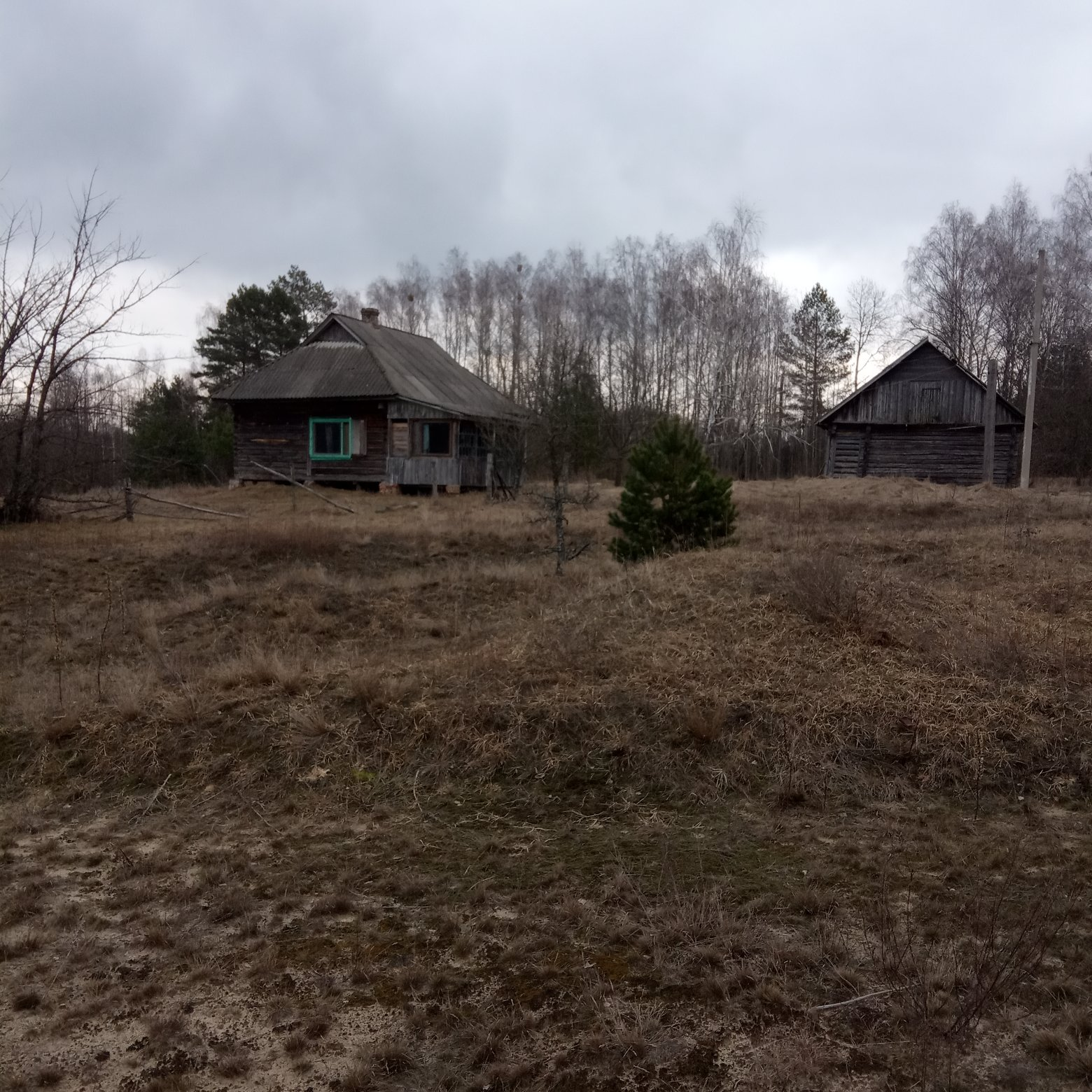
Деревяні хати на початку села
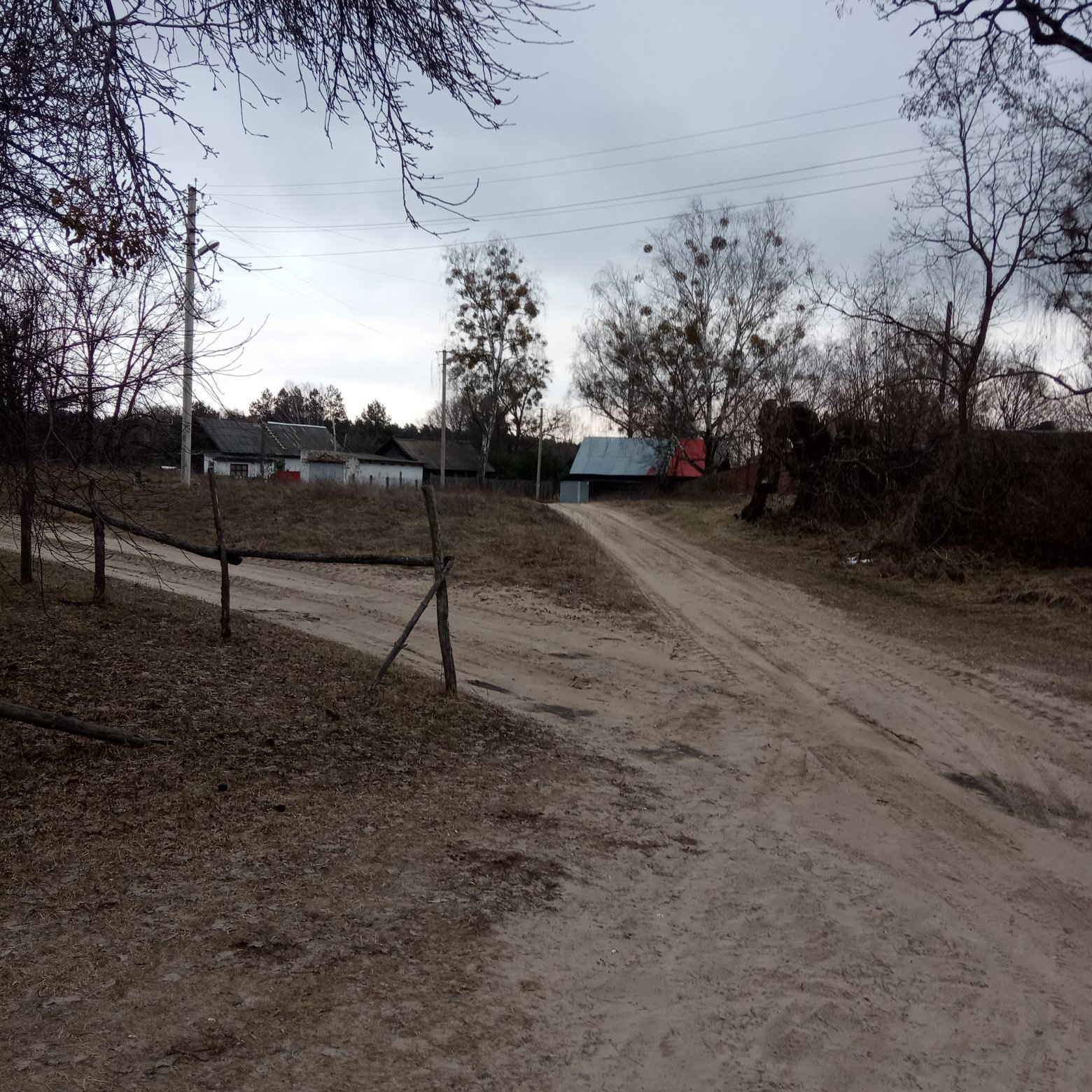
вулиця в центрі села
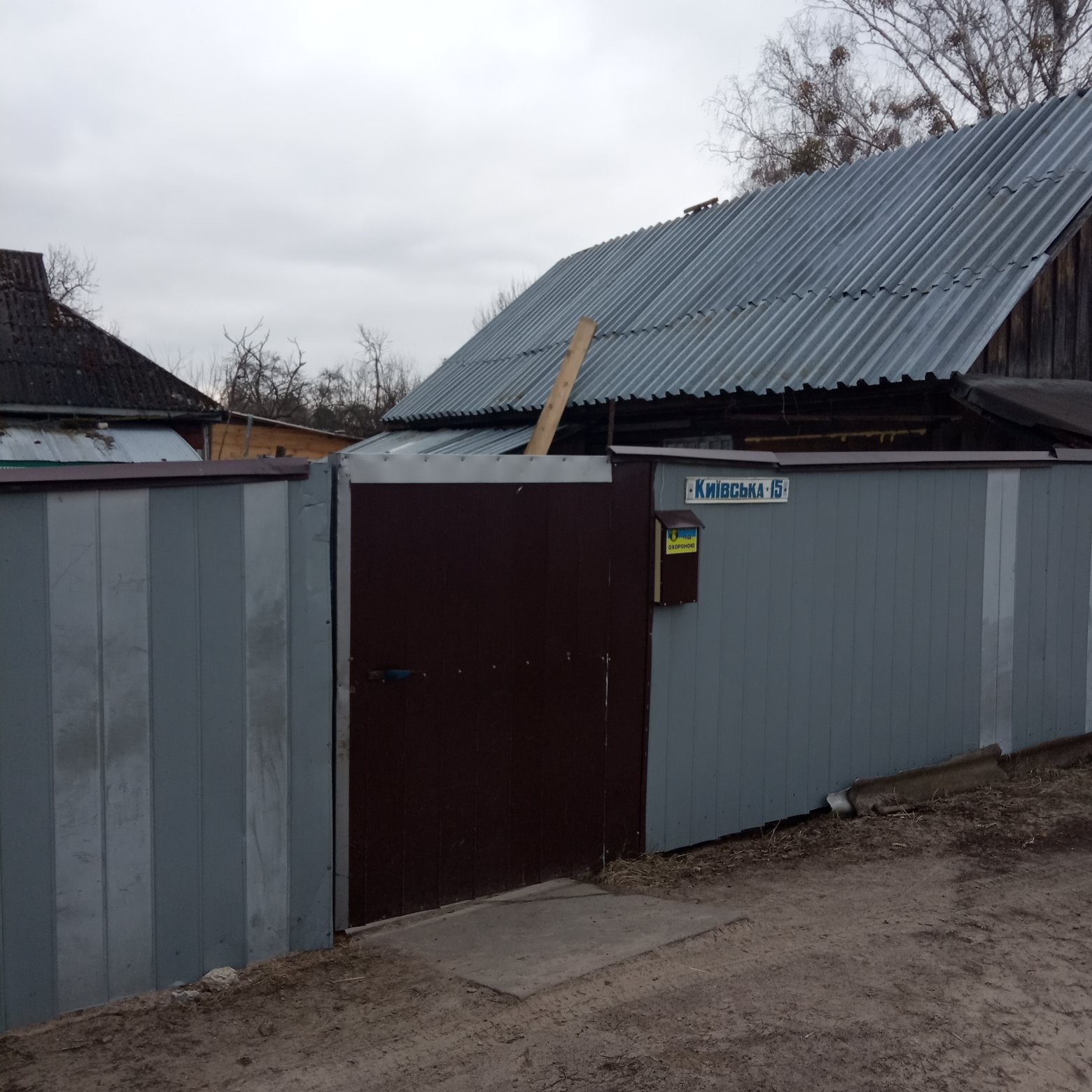
Вулиця Київська
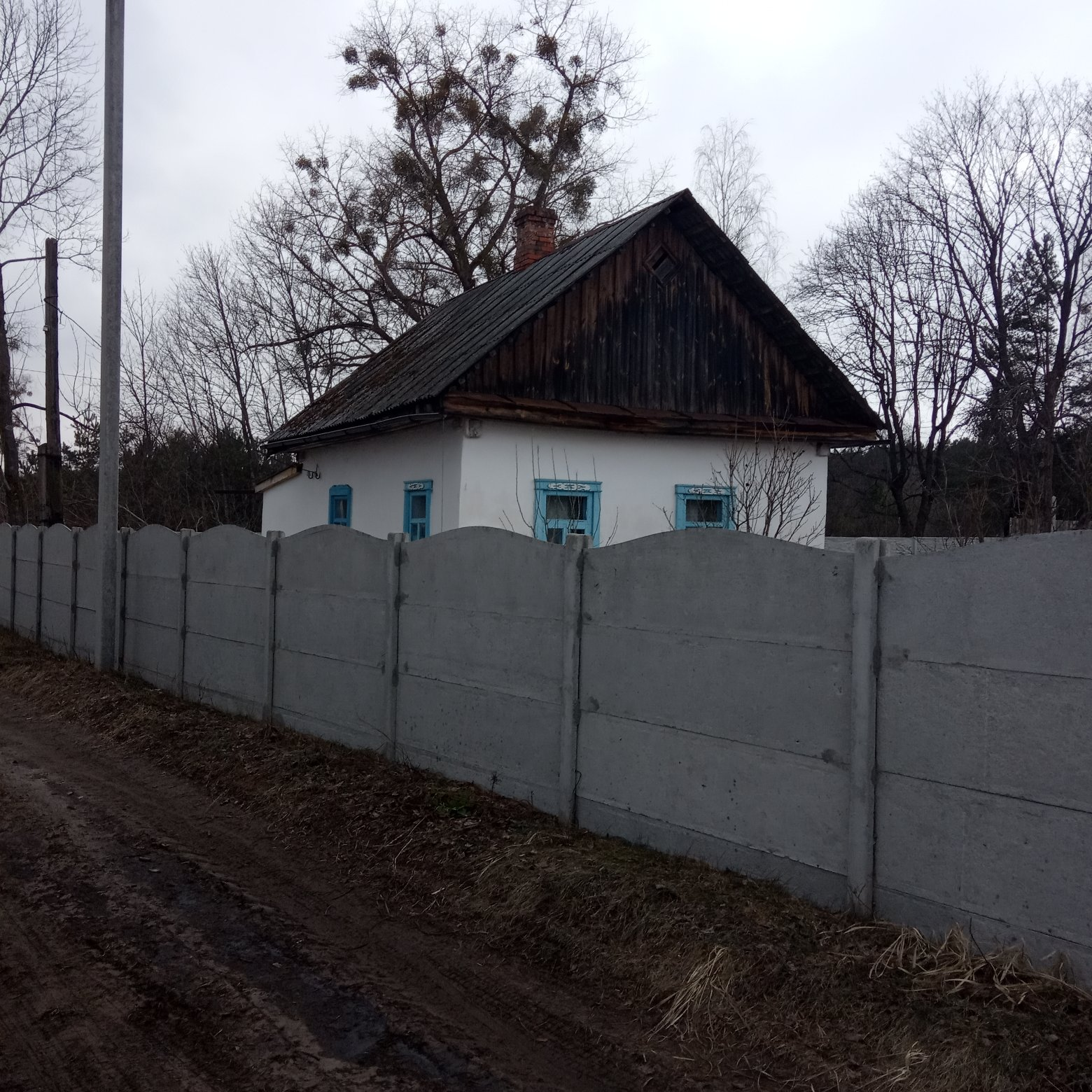
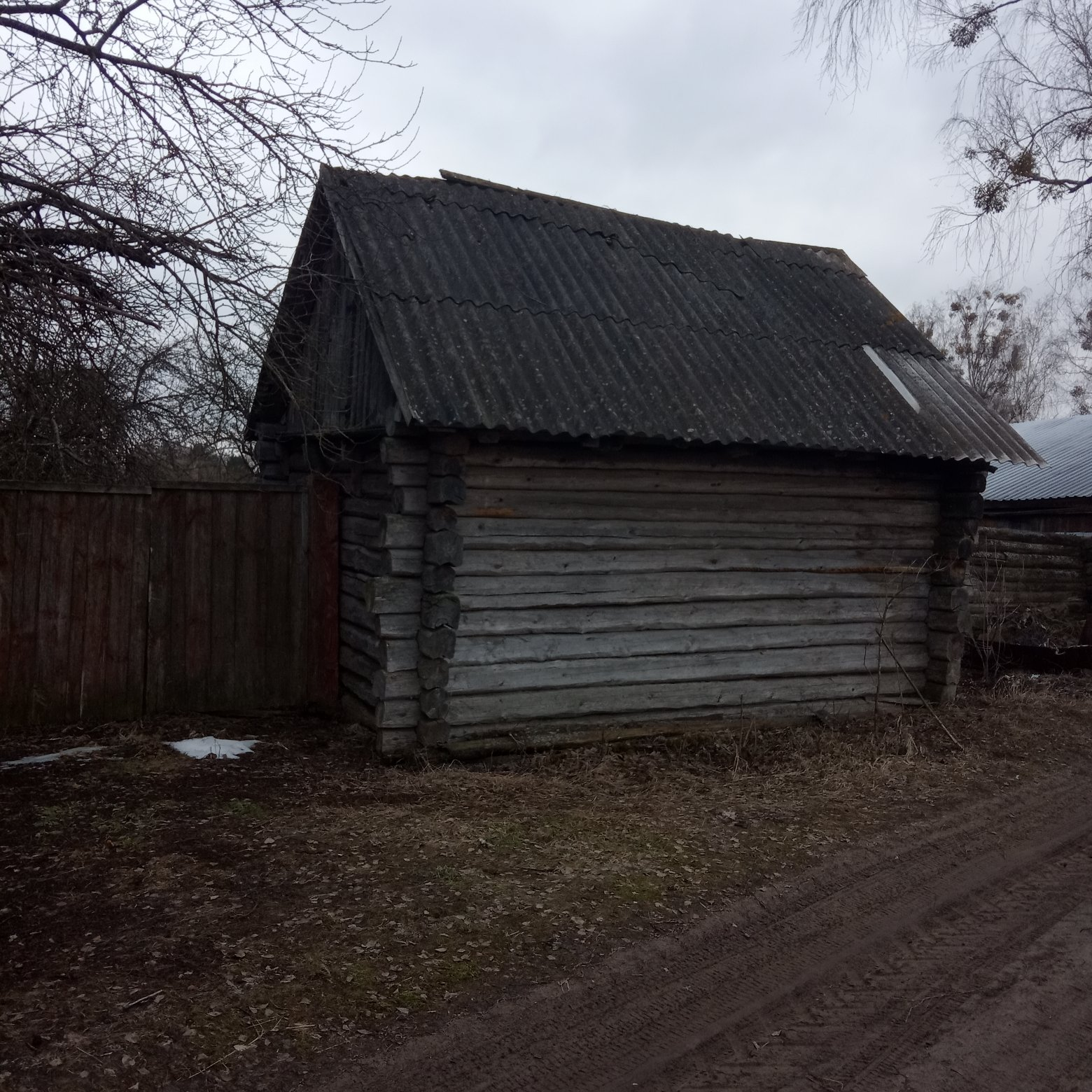
Сарай в зруб